# تندخوانی
تندخوانی که به عنوان نوعی مهارت فردی و شناختی، به این صورت شناخته می شود که فرد می تواند در مدت زمان کوتاه، مطالب را با سرعت بیشتر، بدون کاهش فهم یاد بگیرد.                
تند خوانی به عنوان مهارتی شناخته می شود که در قرن 21، متناسب با سرعت زیاد علم توسعه داده شده. پژوهش هایی نشان داده که با تکنیک های اصولی و مناسب، می توان سرعت خواندن را بدون کاهش فهم افزایش داد،  گرچه پژوهش هایی هم نشان داده افراد تندخوان در مقایسه با دیگر افراد مطالب کمتری را به یاد می آورند و دقت آنها ممکن است کاهش یابد، 
تاریخ تندخوانی در جهان
تاریخ‌نگاران به‌طور اختصاصی از فردی به نام اِوِلین وود، معلم مدرسه و پژوهش‌گر یاد می‌کنند که در دهه ۱۹۵۰ میلادی این سؤال برایش ایجاد شد که چرا بعضی از افراد به‌طور معمول با سرعت بالاتری نسبت به سایر افراد مطالعه می‌کنند. به‌این ترتیب بود که وود خودش را وادار کرد تا با سرعت بیشتری مطالعه کند. سال ۱۹۵۸ زمانی که وود از تلاش‌هایش برای بالا بردن سرعت خسته شده بود به‌طور اتفاقی فهمید که خواندن یک متن با کمک حرکت دست زیر خطوط، به چشم کمک می‌کند تا تمرکز و سرعت بیشتری داشته باشد و روان‌تر روی خطوط حرکت کند.
پس‌ازآن بود که او از دست، به‌عنوان عاملی برای بالا بردن سرعت خواندن استفاده کرد. وود نخستین بار مطالعاتش را در دانشگاه اوتا به دیگران آموزش داد و یک سال بعد مجموعه آموزش‌های عمومی خود را در واشینگتن راه‌اندازی کرد. او این مهارت و تکنیک را به سال ۱۹۶۰ به نام خودش ثبت کرد و این شیوه را تندخوانی نام گذاشت. اکنون این روش در بسیاری از کشورها و مدارس جهان به‌عنوان یک واحد درسی تدریس می‌شود.

## روش‌ها و نکته‌ها

### خط بردن زیر سطور
این روش به این صورت می‌باشد که درابتدا بدون هیچ درکی با انگشت ویا شی دیگری باسرعت صعودی متن را دنبال کنیم و بین چشم و انگشت هماهنگی ایجاد کنیم.
این عمل علاوه بر اینکه باعث می‌شود به خط بردن عادت کند از سردرگمی چشم میان کلمات جلوگیری کرده و همچنین باعث می‌شود خطوط گم نشود و بتوان بدون فوت وقت با نهایت سرعت مطالعه کرد. .

### دیدزنی
مهارت دیدزنی از روش‌های تندخوانی است. دیدزنی نیازمند حرکت منظم و ریتم‌دار چشم بر صفحات است که امکان مرور مطالب را به صورت اجمالی و گسترده اما نه به صورت خیلی دقیق، بدهد. برای تمرین تندخوانی باید هدف فرد بیش‌تر آشنایی و عادت به حرکات چشم و جریان‌های فکری باشد.
در این روش نباید کلمات را با تلفظ بی صدا و حرکت زبان خواند فقط با نگاه به کلمات از آنها عبور کرد
برای شروع به تمرین روش دیدزنی باید نخست انگشت‌نشان دست چپ را در وسط و بالای صفحه گذاشته و آن را به پایین صفحه حرکت دهید و همزمان، حرکت سرانگشت را با چشم دنبال کنید. سپس با دست راست کتاب را در کمتر از یک ثانیه ورق بزنید. این تمرین باید به ترتیب در ریتم‌های یک ثانیه‌ای، دو ثانیه‌ای، چهار ثانیه‌ای، شش ثانیه‌ای، ده ثانیه‌ای، پانزده ثانیه‌ای، و بیست ثانیه‌ای انجام شود.

### سرعت حرکت چشم
برای مطالعه، چشم تک تک کلمات را می‌خواند و می‌گذرد. سرعت حرکت چشم روی متن کتاب می‌تواند سریع یا کند صورت پذیرد. در تمرینات تندخوانی، با انجام یک سری تمارین منظم و پی در پی، سرعت حرکت چشم افزایش می‌یابد.

## نکته‌های تندخوانی
با به‌کارگیری نکات زیر می‌توان مهارت تندخوانی را برای مطالعه تقویت کرد:

### کاهش مکث‌ها و توقف چشم هنگام مطالعهٔ سطور
این همان تمرکزهای لحظه‌ای روی حروف و واژه‌هاست. ما هنگام خواندن هر یک از سطرهای یک متن چشمان خود را به صورت جهشی به سمت جلو حرکت می‌دهیم. اکنون هر چه این مکث‌ها و جهش‌ها را کاهش دهیم سرعت خواندنمان نیز افزایش می‌یابد. تعداد این توقف‌ها معمولاً در افراد کندخوان به ۷ بار در هر سطر می‌رسد اما شما می‌توانید این تعداد مکث را به ۳ بار در هر سطر کاهش دهید.
- هنگام مطالعه، به جای حرکت دادن سر، چشمان خود را در طول سطور حرکت دهید.
- برای کاهش مکث‌ها و توقف‌ها باید زاویهٔ دید خود را افزایش دهید. برای این منظور باید سعی کنید تصاویری را که گوشهٔ چشمان‌تان است بدون این‌که به‌طور مستقیم به آن‌ها نگاه کنید، ببینید.
- اجازه ندهید حین مطالعه دیدتان دچار سرگردانی شود.

### گروه‌بندی واژه‌ها
ما آموخته‌ایم که چگونه حروف را با یکدیگر ترکیب کرده و کلمات را خوانده و درک کنیم. اکنون باید بیاموزیم که دسته‌ای از کلمات را با یکدیگر ترکیب کرده و یک جمله را در آن واحد بخوانیم. در قدم بعدی باید بیاموزیم که چگونه جملات را دسته‌بندی کرده و مفهوم کلی یک پاراگراف را استخراج کنیم.
- ثابت شده‌است که دسته‌بندی واژه‌ها قوهٔ ادراک و فهم را افزایش می‌دهد. به‌طور کلی مفهوم را از یک دسته واژه آسان‌تر می‌توان استخراج کرد تا از کلمات منفرد و حتی حروف.

### عدم بازگشت به عقب
اغلب افراد عادت کرده‌اند هنگام مطالعه به عقب بازگشته و واژه‌ها یا قسمت‌هایی از متن را که به درستی متوجه نشده‌اند بازخوانی کنند. این کار فقط از سرعت خواندن شما می‌کاهد. شما می‌توانید با مطالعهٔ تکمیلی، قسمت‌هایی را که به درستی متوجه نشده‌اید درک کنید. شاید با خودتان بگویید که این بازخوانی مجدد هم‌زمان‌بر است؛ اما بازگشت مکرر به عقب برای بازخوانی قسمت‌های درک‌نشده به مراتب وقت‌گیرتر از مطالعهٔ مجدد یک مطلب به روش تندخوانی است.

### مطالعهٔ هدفمند
هدف خود را از مطالعهٔ هر مطلب از پیش تعیین کنید. برای خود مشخص کنید که می‌خواهید چه نوع اطلاعاتی کسب کنید. این کار سبب می‌شود تا اطلاعات غیرضروری و حاشیه‌ای را در فرایند مطالعه حذف کنید.

### صرفاً مطالعهٔ کلمات و مفاهیم کلیدی
ما برای نوشتن مطالب ناگزیریم پاره‌ای دستورهای نوشتاری و ساختار صحیح جملات را رعایت کنیم. اما هنگام خواندن لازم نیست آن نکات را رعایت کنیم. ۴۰ تا ۶۰ درصد کل یک متن از واژه‌ها و حروف غیرضروری (البته برای درک آن) تشکیل شده‌است؛ حروف ربط مانند «و» و «یا». بیاموزید تنها اسم‌ها و افعال را بخوانید. نکات و مفاهیم اصلی یک پاراگراف را یافته و آن را در ذهن بسپارید و جزئیات خارج از موضوع اصلی را حذف کنید.

### عدم مطالعه با صدای بلند
در فرایند مطالعه باید فقط چشم‌ها و مغز درگیر باشند. سرعت قوهٔ بینایی شما بسیار بیش‌تر از سرعت تکلم شماست؛ بنابراین از تلفظ حروف و واژه‌ها حین مطالعه خودداری کنید. موضوع اصوات به همین‌جا ختم نمی‌شود. ما حین خواندن در ذهن خود نیز اصوات مرتبط با حروف و واژه‌ها را بیان می‌کنیم. این همان ندای درون شماست زمانی که به اصطلاح در دلتان مطلبی را می‌خوانید؛ یعنی ما پس از دیدن یک کلمه صبر می‌کنیم تا صدای مرتبط با آن کلمه (تلفظ) در ذهنمان کامل شود؛ سپس به سراغ کلمهٔ بعدی می‌رویم. این عادت نیز سرعت مطالعهٔ شما را کاهش می‌دهد. به یاد داشته باشید که حذف کامل این صداها در مغز و ذهن غیرممکن است اما می‌توان آن‌ها را به حداقل رساند.

### حذف عوامل پرت‌کنندهٔ حواس از اطراف محیط مطالعه
دقت داشته باشیدکه برای موفقیت در مطالعه وتند خوانی  باید محیط مطالعهٔ خود را ازهر عاملی را که موجب پرت شدن حواس شما می‌شود حذف کنید.

### انس و آشنایی هر چه بیش‌تر با واژگان و اصطلاحات آن زبان
هر چه با واژگان و اصطلاحات یک زبان آشناتر و مأنوس‌تر باشید درک بهتری از متون نگاشته‌شده به آن زبان خواهید داشت. تا می‌توانید واژه و اصطلاح جدید بیاموزید.

### تمرکز در هنگام مطالعه (مهم)
تمرکز خود را حین مطالعه حفظ کنید. در حین خواندنِ مطلبی، در آن واحد به چیز دیگری فکر نکنید.

### آفت تندخوانی
ناآشنایی با روش‌های صحیح تندخوانی به همراه دقت اندک در هنگام تندخوانی می‌تواند منجر به برداشت غلط و یادگیری ناقص شود و این مسئله هم برای ارائه تحلیل و هم تحقیق و پژوهش یک آفت به‌شمار می‌رود.

## چهار مرحله تندخوان شدن
وقتی خواندن یک مطلب در وبسایت طول میکشد یا یک کتاب هیچ وقت تمام نمیشود، نمایانگر وجود مشکل کندخوانی است. 5مرحله اصلی تندخوان شدن عبارت است از:

### مرحله اول: انجام مرتب تمرینها
تندخوانی یک مهارت است. یک مهارت جامع که ابعاد مختلف تمرکز، حفظ و مطالعه را دربرمی‌گیرد. بنابراین  تمرین‌ها باید مرتب و پشت هم انجام شوند تا بهترین نتیجه به دست بیاید. 

### مرحله دوم: داشتن راهنمای جامع
انجام دادن تمرین‌ها باید به صورت جامع و پی در پی باشد. تمرین‌های پایه و اساسی تندخوانی، ریشه در تحقیقات علمی گسترده در اروپا و امریکا دارد و برای تندخوان شدن باید همه تمرینات به صورت منظم و کنار هم انجام شوند.

### مرحله سوم: انتخاب بهترین زمان
برای تندخوان شدن، باید زمان خالی کافی داشته باشید. یادگرفتن مهارت تندخوانی فرد را درگیر یک جهش و تغییر اساسی می‌کند. بنابراین نداشتن استرس یا محدودیت زمانی برای انجام تمرین‌ها بسیار مهم قلمداد می‌شود.

### مرحله چهارم: تعیین هدف از یادگیری تندخوانی
تحقیقات علمی در زمینه تندخوانی گویای این است که روش‌های تندخوانی با توجه به اهداف افراد، مختلف است. مثلا تکنیکهای تندخوانی برای تقویت یادگیری زبان دوم متفاوت از تکنیکهای تندخوانی برای آزمون‌های کلاسی  است. 